# Őrületes szerelem
Az Őrületes szerelem (eredeti cím: Mad Love) a The New Batman Adventures (szó szerinti fordításban: Az Új Batman Kalandok) 24., befejező epizódja. Amerikában 1999. január 16-án került először adásba, Magyarországon pedig az RTL Spike mutatta be 2017. február 15-én.

## Cselekmény
Miután legújabb terve, hogy Gordon rendőrfőnököt megölje, kudarcba fullad Joker visszavonul rejtekhelyére, hogy újabb cselt eszeljen ki. Harley Quinn, Joker társa, és barátnője ebben többször is megzavarja, így Joker kidobja az utcára, Harley pedig bánatában visszaemlékszik megismerkedésükre, közös múltjukra. A Paul Dini és Bruce Timm által 1994. február 1-én kiadott azonos című képregény ihlette epizód az egyik legjelentősebb darabja a Batman animációs sorozatnak (illetve a képregény sorozatnak). Ebben a részben betekintést nyerhetünk Harley Quinn karakterének az eredetére, illetve Joker múltjából is sok dolgot tudhat meg az olvasó/néző.
Harley visszaemlékezésében felidézi, hogy hogyan kezdte kezelni Jokert, mikor Dr. Harleen Quinzelként még pszichiáterként dolgozott az Arkham Elmegyógyintézetben. A kezelések során rájön, hogy Joker hányattatott sorsú gyerek volt, akit alkoholista apja rendszeresen vert, valamint, hogy dühe nagy részét Batman táplálja. (Ahogy Joker fogalmaz Batman olyan mint az apja, egyikőjük sem értette a tréfát) Harley a kezelések során beleszeret páciensébe, majd miután látja, hogy szökései után Batman bántalmazza, egy alkalommal megszökteti szerelmét, abban a reményben, hogy együtt élhetnek tovább.
Visszatérve a jelenbe Harley eldönti, hogy megöli a Denevérembert, akit csapdába csal, majd egy piranjákkal teli tartály fölé lógatja, hogy majd azok eszik meg, ő pedig boldogan élhet szerelmével. Azonban Batman elmondja neki, hogy Joker története hazugság volt, és Harley könnyes szemmel ragaszkodik hozzá, hogy Joker tényleg szereti őt, Batman meggyőzi, hogy hívja a helyszínre Jokert.
Mikor megérkezik, Joker éktelen haragra gerjed, hogy valaki más akarta megvalósítani a tervét, illetve megölni Batmant, és kilöki Harleyt a többemeletes épület ablakán, a lány pedig a mélybe zuhan. Batman és Joker között őrült hajsza kezdődik, ami egy metró szerelvény tetején ér véget. Batman kigúnyolja Jokert, hogy Harley sokkal közelebb jutott ahhoz, hogy megölje őt, mint Joker valaha, aki dühében rátámad Batmanra, aki visszaveri a támadást, és Joker egy égő gyárkéménybe zuhan.
A zárójelenetben ismét az  Arkham Elmegyógyintézetben járunk, ahol a súlyosan sérült Harley lemond Jokerről, és belemegy, hogy a gyógyulása érdekében kezeljék. A cellájában azonban egy vázában egy szál rózsa várja, rajta üdvözlőlapː "Jobbulást-Mr. J"...

## Szereplők
| Szereplő             | Eredeti hang  | Magyar hang   |
| -------------------- | ------------- | ------------- |
| Bruce Wayne / Batman | Kevin Conroy  | Sótonyi Gábor |
| Joker                | Mark Hamill   | Háda János    |
| Harley Quinn         | Arleen Sorkin | Mahó Andrea   |
| James Gordon         | Bob Hastings  | Forgács Gábor |
| Joan Leland          | Suzanne Stone | Keönch Anna   |

## Érdekességek
A kritikusok jól fogadták a mű elkészülését, sőt felhívást intéztek a rajongókhoz, mondván a kötet kötelező olvasmány. Az Őrületes szerelmet a 25 legnagyobb Batman képregények listáján a 12. helyre tették.
2009-ben a történetet a szerzőpáros kiadta keményboritós kiadásban is Batman: Mad Love and Other Stories (Batman: Őrületes szerelem és más történetek) címmel is.
Bruce Timmet 1994-ben munkájáért jelölték a Legjobb rajzoló kategóriában az Eisner-díjra.